# 지역아동센터
지역아동센터는 보건복지부가 지원하는 아동복지시설이다. 사회적 돌봄이 필요한 아동 청소년에게 지역사회 안에서 사회복지통합서비스를, 방과 후 돌봄이 필요한 아동청소년에게 다양한 프로그램을 통해 정서적인 안정 및 건강한 신체 발달과 인지 발달, 사회성 발달의 기회를 제공한다.
지역사회의 자원을 확보, 발굴하여 필요한 서비스를 제공 및 연계하고 지역네트워크를 통하여 지역사회 내 아동청소년에 대한 지지를 강화하는 역할을 한다.
아동복지법 제50조~제52조, 제54조~제75조(설치근거 제52조 제1항 제8호)

⌈아동복지법⌋에 별도로 규정이 있는 경우를 제외하고는 ⌈사회복지사업법⌋을 따름
[아동복지법 제52조 제1항 제8호]

지역아동센터: 지역사회 아동의 보호ㆍ교육, 건전한 놀이와 오락의 제공, 보호자와 지역사회의 연계 등 아동의 건전육성을 위하여 종합적인 아동복지서비스를 제공하는 시설
- [아동복지법 제50조]

① 국가 또는 지방자치단체는 아동복지시설을 설치할 수 있다.
② 국가 또는 지방자치단체 외의 자는 관할 시장ㆍ군수ㆍ구청장에게 신고하고 아동복지시설을 설치할 수 있다.
③ 시장ㆍ군수ㆍ구청장은 제2항에 따른 신고를 받은 경우 그 내용을 검토하여 이 법에 적합하면 신고를 수리하여야 한다. <신설 2019. 1. 15.>

④ 아동복지시설의 시설기준 및 설치 등에 필요한 사항은 보건복지부령으로 정한다. <개정 2019. 1. 15.>
- [아동복지법 제69조] (유사명칭의 사용금지)에 따라 [아동복지법]에 따른 지역아동센터가 아닌 경우 지역아동센터라는 명칭을 사용할 수 없음.

이 법에 따른 아동복지시설이 아니면 아동복지시설이라는 명칭을 사용하지 못한다. <개정 2016. 3. 22.>
- [아동복지법 시행규칙 제24조]에 따른 시설기준을 지켜야 한다.[2]

1. 연령기준
  1. 18세 미만의 아동으로서 초등학교 및 중학교에 재학중인 아동
  2. 18세 미만의 아동으로서 다음의 경우에 해당하는 아동
    1. 지역아동센터 이용 중 아동이 고등학교로 진학하는 경우의 고등학생
    2. 18세 이상이나 계속해서 지역아동센터를 이용하는 고등학생
    3. 지역아동센터를 이용하는 아동의 형제자매로 그 형제자매가 미취학아동이거나 고등학생인 경우와 형제자매가 지역아동센터를 모두 이용하려는 경우로 그 중 1명이 초등학생 혹은 중학생이고 다른 1명은 미취학아동 또는 고등학생인 경우 (*형제자매가 같은 지역아동센터를 이용하(려)는 경우 그 형제자매가 어린이집 혹은 유치원을 이미 이용중이더라도 시간대를 달리하여 이용 가능(중복이용제한 미적용))
    4. [학교 밖 청소년 지원에 관한 법률] 제2조제2호에 따른 학교 밖 청소년으로서 만 18세 미만의 아동인 경우
    5. 지역적 특성 등으로 어린이집, 유치원을 이용할 수 없는 미취학 아동
    6. 기타 지역특성이나 가구특성 등에 따라 지역아동센터에서 돌봄이 필요하다고 시장,군수,구청장이 인정한 경우
2. 우선돌봄아동 및 일반아동
  1. 우선돌봄아동 : 증명서, 확인서 등을 통해 다음에 해당하는 대상자임이 확인되는 아동 또는 돌봄 특례에 해당하는 아동
  2. 일반아동 : 우선돌봄아동에 해당하지 않는 아동
  3. 돌봄 특례 : 일반아동에 해당되나 시장,군수,구청장이 돌봄이 필요하다고 인정하는 경우 우선돌봄아동으로 선정가능
3. 이용아동 등록 : 시설별 신고정원의 50% 이상은 우선돌봄아동이어야 하며, 일반아동은 50% 범위 내에서 등록 가능. 다만, 시군구청장은 지역별 상황 등을 고려하여 일반아동 등록범위를 다르게 정할 수 있음.
4. 중복이용 제한
  1. [영유아교육법]에 따라 보육료를 지원받으면서 어린이집을 이용하는 아동, [유아교육법]에 따라 유아학비를 지원받으면서 유치원을 이용하는 아동 등 유사한 목적으로 이미 지원을 받고 있는 경우와 [아동복지법 제 44조의 2]에 따른 다함께돌봄센터를 이용하는 아동은 지역아동센터를 이용할 수 없음.

보다 자세한 사항은 보건복지부에서 발간하는 [지역아동센터 지원사업안내] 자료를 참고하시기 바랍니다.
- 월-금요일을 포함하여 주5일, 1일 8시간 이상 상시 운영. (개별 지역아동센터에 따라 토요일 운영하는 곳도 있음)

필수 운영시간 (기본 운영시간 8시간)
학기중 : 14:00 ~ 19:00

방학중 : 12:00 ~ 17:00
- 이용료 : 무료

다만 일반아동에 한해 지역여건 및 시설별 사정 등을 고려하여 시설장이 매년 운영위원회와 보호자의 사전 동의를 거쳐 수납 가능.
이 경우 이용료는 월 10만원 한도 내에서 수납 가능하며, 지역아동센터의 프로그램비로 사용된다.
- 보호 : 안전한 곳에서 건강한 생활을 할 수 있도록 지원한다.
  - 일상생활관리, 위생건강관리, 급식지도, 생활안전지도, 안전귀가지도, 5대안전의무교육

- 교육 : 아동청소년의 특성을 반영한 교육을 통해 성장할 수 있도록 지원한다.
  - 학습, 숙제 등 교과학습지도, 예체능활동, 자치회의 및 동아리활동 등
- 문화 : 아동청소년의 욕구에 맞는 체험활동 및 참여활동을 지원한다.
  - 체험, 참여활동, 관람, 견학, 캠프, 놀이활동 등
- 정서지원 : 아동청소년 및 가족에 대한 지원을 통해 가족기능을 강화한다.
  - 아동 심리, 정서적지지, 부모, 가족상담 등 정서적안정 및 사회성 발달 지원
- 지역사회연계 : 지역네트워크를 통해 아동청소년에게 필요한 서비스를 제공한다.
  - 지역사회 내 인적, 물적 자원연계를 통한 다양한 프로그램 등

사단법인 전국지역아동센터협의회 https://kaccc.org/
아동권리보장원 (구 지역아동센터중앙지원단) https://icareinfo.go.kr/
지역아동센터 서울시지원단 http://sosc.or.kr/
지역아동센터 인천지원단 https://cafe.daum.net/inadong/Ezx3
지역아동센터 부산지원단 http://www.bro3c.org/
지역아동센터 경남울산지원단 https://cafe.daum.net/careclass
1. ↑  “아동복지법”. 2023년 4월 10일에 확인함.
2. ↑  “아동복지법 시행규칙”. 2023년 4월 10일에 확인함.